# Анатомия страсти (сезон 7)
Седьмой сезон американской телевизионной медицинской драмы «Анатомия страсти» стартовал 23 сентября 2010 года. Джесси Уильямс и Сара Дрю были зачислены в основной актёрский ансамбль шоу. Джеймс Таппер получил повторяющуюся роль доктора Перкинса, консультанта по травмам и потенциального любовного интереса для Тедди Альтман. Между тем Скотт Фоули исполнил роль Генри Бартона, смертельно больного пациента, за которого Альтман выходит замуж чтобы дать ему страховку. Кроме того Рэйчел Тейлор появилась в большей части сезона, играя роль доктора Люси Филд, акушера и перинатолога. Сезон включает в себя музыкальный эпизод-событие Song Beneath the Song, который вышел в эфир 31 марта 2011 года. В сезоне был ряд приглашённых звезд, таких как Мэнди Мур, Нэнси Трэвис, Фрэнсис Конрой, Джейми Чон, Эмбер Бенсон, Дайан Фарр и Марина Сиртис.

## Сюжет
Главной сюжетной линией в начале сезона стало то, как герои сериала восстанавливались после массовых убийств в финале предыдущего сезона. Между тем у Альтман появилась личная жизнь, а Мередит и Дерек решают завести ребёнка, однако им это не удается, и они пытаются взять приемного ребёнка, ближе к концу сезона. Веббер был восстановлен в должности начальника, Торрес после расставания с Аризоной занимается сексом с Марком, вследствие чего беременеет. Спустя некоторое время Келли мирится с Аризоной, но позже они попадают в страшную аварию, из-за которой Келли получает множественные травмы, но остается жива, и её ребёнок тоже. У жены Веббера — Адель, диагностируют болезнь Альцгеймера, а Кэпнер получает должность главного ординатора. Янг узнает, что беременна, но хочет сделать аборт, что не нравится Оуэну. Финал сезона заканчивается тем, что Карев случайно проговаривается про то что Мередит чуть не сорвала клинические исследования, и в ходе этого Веббер принимает решение уволить её.

## Актёры и персонажи

### Основной состав
- Эллен Помпео — Мередит Грей
- Сандра О — Кристина Янг
- Джастин Чэмберс — Алекс Карев
- Чандра Уилсон — Миранда Бейли
- Джеймс Пикенс мл. — Ричард Веббер
- Сара Рамирес — Кэлли Торрес
- Эрик Дэйн — Марк Слоан
- Кайлер Ли — Лекси Грей
- Кевин Маккид — Оуэн Хант
- Джессика Кэпшоу — Аризона Роббинс
- Ким Рейвер — Тедди Альтман
- Сара Дрю — Эйприл Кэпнер
- Джесси Уильямс — Джексон Эйвери
- Патрик Демпси — Дерек Шепард

### Второстепенный состав
- Джеймс Таппер — Эндрю Перкинс
- Рэйчел Тейлор — Люси Филдс
- Питер Макникол — Роберт Старк
- Скотт Фоли — Генри Бертон
- Дэниэл Санжата — Элай
- Лоретта Дивайн — Адель Веббер
- Джефф Перри — Тэтчер Грей
- Николь Камминс — Николь

### Специально приглашённые актёры
- Кейт Уолш — Эддисон Монтгомери

## Эпизоды
| № общий | № в сезоне | Название                                                                        | Режиссёр            | Автор сценария           | Дата премьеры    | Зрители в США (млн) |
| --- | ---------- | ------------------------------------------------------------------------------- | ------------------- | ------------------------ | ---------------- | ------------------- |
| 127 | 1          | «With You I'm Born Again» «Родиться заново»                                     | Роб Корн            | Криста Вернофф           | 23 сентября 2010 | 14,32               |
| Персонал больницы пытается справиться с психической и эмоциональной травмой, которую вызвала страшная стрельба, унёсшая не одну жизнь. Доктор Перкинс, психолог-консультант, призван помочь врачам больницы восстановиться и подтвердить их готовность вернуться к работе. Без его допуска врачи не могут оперировать. Дерек неожиданно принимает решение уволиться с должности главврача больницы и, торопя события, возвращается к прежнему графику ежедневных операций. А тем временем Кристина мучительно готовится к своей свадьбе.                                                                         |            |                                                                                 |                     |                          |                  |                     |
| 128 | 2          | «Shock to the System» «Удар по организму»                                       | Том Верика          | Уильям Харпер            | 30 сентября 2010 | 12,53               |
| Несколько недель Мередит скрывала свою беременность и выкидыш, но она всё же рассказала обо всем Дереку и наконец-то возвращается на работу после трагических событий в больнице. Кристинa испытывает посттравматический стресс посреди сложной операции, а Бейли запрещает Алексу оперировать, пока ему не вынут пулю из груди. |            |                                                                                 |                     |                          |                  |                     |
| 129 | 3          | «Superfreak» «Чудаки»                                                           | Майкл Прессман      | Марк Уайлдинг            | 7 октября 2010   | 12,75               |
| Амелия, сестра Дерека, наносит ему неожиданный визит. Шепард вовсе не рад встрече с сестрой, ведь их отношения явно нельзя назвать дружескими. Шеф заметил, что Алекс стал избегать лифтов после того, как чуть не умер, и пытается ему помочь. А тем временем Мередит и Дерек хотят помочь Кристине справиться с посттравматическим стрессом и вернуться к операциям. |            |                                                                                 |                     |                          |                  |                     |
| 130 | 4          | «Can't Fight Biology» «Гены - страшная сила»                                    | Эд Орнелас          | Питер Новалк             | 14 октября 2010  | 12,11               |
| Обстановка в больнице и за её пределами накаляется. Гинеколог сообщает Мередит и Дереку неприятные новости. Лекси больше не может спокойно наблюдать за тем, как Мередит и Эйприл сближаются. А в это время многочисленных жертв автокатастрофы доставляют в больницу Сиэтл Грейс-Мерси Вест, и Джексон пытается попасть в операционную. Теперь неуверенность Кристины преследует её не только в больнице, но и во время поиска новой квартиры вместе с Оуэном. |            |                                                                                 |                     |                          |                  |                     |
| 131 | 5          | «Almost Grown» «Совсем взрослые»                                                | Чандра Уилсон       | Брайан Танен             | 21 октября 2010  | 10,97               |
| Шеф Веббер, в качестве нового этапа обучения, решил на 24 часа повысить ординаторов (в том числе Мередит, Кристину, Алекса, Эйприл и Джексона) и позволить им самим лечить пациентов. А в это время Дерек, Келли, Оуэн и другие хирурги соревнуются за грант в размере одного миллиона долларов. |            |                                                                                 |                     |                          |                  |                     |
| 132 | 6          | «These Arms of Mine» «Эти руки — мои»                                           | Стефан Крэг         | Стейси МакКи             | 28 октября 2010  | 10,79               |
| Спустя шесть месяцев после страшной стрельбы в больнице Сиэтл Грейс начинаются съёмки документального фильма о трагедии. Съёмочная группа хочет показать зрителям, как врачи и пациенты справились со стрессом. Кроме этого, операторы наблюдают за работой Дерека, Оуэна, Марка и Келли — они готовятся провести очень редкую операцию — трансплантацию руки. Мередит помогает Кристине держаться перед камерой, а пациентка Бейли Мэри возвращается в больницу на операцию. Это их первая встреча после трагических событий.                                                                                   |            |                                                                                 |                     |                          |                  |                     |
| 133 | 7          | «That's Me Trying» «Вот я пытаюсь»                                              | Тони Филан          | Остин Газман             | 4 ноября 2010    | 11,92               |
| Оуэн обучает хирургов, как правильно действовать в критических ситуациях, и заставляет ординаторов работать на пределе их возможностей. А в это время Кристина тоже проходит своеобразное испытание: ей поручили наблюдать за очень больным пациентом, недавно перенесшим трансплантацию лёгких. |            |                                                                                 |                     |                          |                  |                     |
| 134 | 8          | «Something's Gotta Give» «Что-то должны дать»                                   | Жанно Шварц         | Уильям Харпер            | 11 ноября 2010   | 11,13               |
| В больнице объявлен режим повышенной безопасности — команде врачей, во главе с шефом Веббером, предстоит спасти жизнь известному политику из Среднего Востока. Кристина всё-таки решается сделать ремонт в своем новом доме и планирует устроить вечеринку по случаю новоселья. После выходных, проведённых за городом, Алекс опаздывает на свой первый день работы с новым детским хирургом больницы, доктором Филом Старком. |            |                                                                                 |                     |                          |                  |                     |
| 135 | 9          | «Slow Night, So Long» «Ночь такая долгая»                                       | Роб Бейли           | Зоанн Клак               | 18 ноября 2010   | 11,46               |
| Дерек получил грант на исследования болезни Альцгеймера, и его коллеги предложили отметить это событие в Баре Джо. Но там их ждет сюрприз — неожиданная встреча со старым знакомым. А в это время у Мередит и Алекса намечается тяжёлое ночное дежурство. Они должны присматривать за своим 9-летним пациентом, у которого возникли послеоперационные осложнения, и мириться с его очень активной матерью. |            |                                                                                 |                     |                          |                  |                     |
| 136 | 10         | «Adrift and at Peace» «Плыть по течению»                                        | Эллисон Лидди-Браун | Тони Филан и Джоан Питер | 2 декабря 2010   | 11,02               |
| Несмотря на возражения Мередит, Дерек приглашает Кристину на рыбалку. А в это время Тедди находится в замешательстве, ведь она уже привыкла работать с Кристиной. Альтман ничего не остаётся, кроме как направить все свои силы, внимание и сочувствие на умирающего пациента Генри, медицинская страховка которого не покроет дорогостоящее лечение. |            |                                                                                 |                     |                          |                  |                     |
| 137 | 11         | «Disarm» «Безоружный»                                                           | Дебби Аллен         | Криста Вернофф           | 6 января 2011    | 11,64               |
| Неизвестный открыл стрельбу в местном колледже. Врачи Сиэтл Грейс сильно шокированы произошедшим, ведь их собственные раны ещё не успели затянуться. Но они должны действовать предельно быстро и спасти жизни многочисленных жертв. А в это время Аризона впервые появляется в больнице после отъезда в Африку, но никто не рад её возвращению. |            |                                                                                 |                     |                          |                  |                     |
| 138 | 12         | «Start Me Up» «Начинай»                                                         | Марк Джексон        | Наталм Крински           | 13 января 2011   | 12,15               |
| Мередит пытается забеременеть, но у неё не получается. Аризона пытается вернуть Келли и обращается за помощью к Марку, а Келли, тем временем, собирается сообщить им очень важные новости. Во время операции Генри Тедди должна принять очень важное решение. В этот же день ординаторы проводят в компании со студентами первого года обучения, а Шеф объявляет о своем решении назначить нового Главного ординатора. Келли говорит Аризоне, что беременна от Марка. |            |                                                                                 |                     |                          |                  |                     |
| 139 | 13         | «Don't Deceive Me (Please Don't Go)» «Не обманывай меня (Пожалуйста, не уходи)» | Кевин МакКидд       | Марк Уайдинг             | 3 февраля 2011   | 11,18               |
| Дерек начинает клинические испытания в поисках лечения болезни Альцгеймера, Мередит чувствует, что её оставили в стороне. Попытки Бейли перевести больницу на новый уровень высоких технологий с помощью твитов из операционной не получили одобрения Шефа. Келли, Марку и Аризоне придется пройти через эту беременность вместе, а для начала они отправятся на осмотр к акушеру-гинекологу, доктору Люси Филдс (Рэйчел Тейлор), которую Келли сведет с ума. |            |                                                                                 |                     |                          |                  |                     |
| 140 | 14         | «P.Y.T. (Pretty Young Thing)» «М.М.Ш. (Миленькая Молоденькая Штучка)»           | Стив Робин          | Остин Газман             | 10 февраля 2011  | 10,47               |
| Отец Мередит и Лекси Тэтчер Грей возвращается в больницу Сиэтл Грейс с сильной болью в животе и своей новой девушкой, 20-летней любительницей татуировок Даниэль. В это время Алекс спорит с новым акушером-гинекологом, доктором Люси Филдс, из-за их пациентки. А Марк даст Джексону возможность быть на операциях взамен на информацию о Лекси. |            |                                                                                 |                     |                          |                  |                     |
| 141 | 15         | «Golden Hour» «Золотой час»                                                     | Роб Корн            | Стейси МакКи             | 17 февраля 2011  | 10,24               |
| Мередит хочет доказать, что она достойна должности Главного ординатора. Когда её назначили руководить отделением «скорой помощи» во время ночного дежурства, она понимает, что за один час может произойти всё что угодно. А в это время, Бейли и Илай заняты своей личной жизнью, и все очень удивились, когда Адель, жена шефа, появилась в отделении «скорой помощи» в качестве пациентки. |            |                                                                                 |                     |                          |                  |                     |
| 142 | 16         | «Not Responsible» «Не моя ответственность»                                      | Дебби Аллен         | Дебора Кан               | 24 февраля 2011  | 9,13                |
| Мередит должна выбрать между лечением бесплодия и своим зрением, которое сильно ухудшилось. Марк даёт понять Келли и Аризоне, что он очень серьезно относится к своей роли будущего отца. Эйприл узнаёт, что доктор Старк не такой бессердечный. |            |                                                                                 |                     |                          |                  |                     |
| 143 | 17         | «This Is How We Do It» «Так и живем»                                            | Эд Орнелас          | Питер Новалк             | 24 марта 2011    | 10,28               |
| Ричард умоляет Дерека и Мередит принять Адель в их клинические испытания лечения болезни Альцгеймера, но хочет ли этого сама Адель? Марк и Аризона спорят о том, какой именно праздник для ухода в декрет хочет Келли. Тедди напугана из-за того, что состояние Генри ухудшается, у него возникли осложнения. А тем временем соперничество ординаторов за должность Главного ординатора началось с новой силой, когда Ричард объявил о начале своего клинического испытания лечения диабета. Шеф поручает Ханту выбрать главного ординатора. Аризона делает Келли предложение за рулём, и они попадают в аварию. |            |                                                                                 |                     |                          |                  |                     |
| 144 | 18         | «Song Beneath the Song» «Песня в песне»                                         | Тони Филан          | Шонда Раймс              | 31 марта 2011    | 13,09               |
| Катастрофическое событие потрясет врачей больницы Сиэтл Грейс. Келли, находясь на грани очень важного события, которое может изменить их с Аризоной жизни навсегда, представляет своих друзей и больницу так, как никто и никогда ещё не видел. «Chasing Cars» (Snow Patrol), «How to Save a Life» (The Fray) и «The Story» (Brandi Carlile) — среди песен, которые актеры сериала исполнят в одной из самых особенных серий Анатомии Грей. |            |                                                                                 |                     |                          |                  |                     |
| 145 | 19         | «It's a Long Way Back» «Долгая дорога назад»                                    | Стив Робин          | Уильям Харпер            | 28 апреля 2011   | 10,67               |
| Все объединяют свои усилия, чтобы помочь Келли и маленькой Софии в их долгом пути к выздоровлению в надежде на то, чтобы мать и ребёнок смогли наконец увидеться. Неожиданная смерть пациента из клинического испытания Дерека заставило его действовать ещё осторожнее, а Мередит решается на обдуманный и рискованный поступок. Алекс лечит старую ворчливую женщину, умирающую от рака, и получает грандиозную идею, которая обеспечит ему должность Главного ординатора. Тедди приятно удивлена возвращением своего знакомого.                                                                               |            |                                                                                 |                     |                          |                  |                     |
| 146 | 20         | «White Wedding» «Белая свадьба»                                                 | Чандра Уилсон       | Стейси МакКи             | 5 мая 2011       | 10,11               |
| Приближается день свадьбы Келли и Аризоны, но пара быстро понимает, что день, которого они так ждали, оказывается не таким, каким они себе его представляли. А в это время Алекс продолжает вызывать зависть других ординаторов, его кандидатура считается № 1 в гонке за должность Главного ординатора. Мередит и Дерек официально женятся и решают удочерить Золу, а доктор Перкинс делает Тедди очень заманчивое предложение. |            |                                                                                 |                     |                          |                  |                     |
| 147 | 21         | «I Will Survive» «Я буду жить»                                                  | Том Верика          | Зоанн Клак               | 12 мая 2011      | 9,63                |
| Мередит находится на пределе, ей приходится справляться со стрессом и дома, и на работе. Оуэн проводит собеседования с претендентами на должность Главного ординатора, Кристина начинает вести себя слишком самоуверенно. Все ещё неопределённые отношения Алекса и Люси подвергнутся испытанию, а Джексон внезапно отказывается от работы в клиническом испытании Веббера. Алекс говорит Оуэну, что Мередит намутила в исследовании Дерека. |            |                                                                                 |                     |                          |                  |                     |
| 148 | 22         | «Unaccompanied Minor» «Дети без сопровождения»                                  | Роб Корн            | Дебора Кан               | 19 мая 2011      | 9,89                |
| Врачам больницы Сиэтл Грейс становится известно о том, что Мередит поменяла конверты в клиническом испытании лекарства от болезни Альцгеймера. Эти обстоятельства приведут к неожиданным последствиям, и не только для Мередит. Кристина оказывается в неоднозначной ситуации, ей придется выбирать между карьерой и семьей. А в это время Оуэн назначает нового главного ординатора, а Тедди принимает неожиданное решение, которое повлияет не только на её личную жизнь, но и на её будущее. |            |                                                                                 |                     |                          |                  |                     |

## Выпуск на DVD
| Анатомия страсти: Полный седьмой сезон — Больше сердцебиений                                                                                  | | | | | |
| Детали комплекта | Детали комплекта | Детали комплекта | Особенности | Особенности | Особенности |
| - 22 эпизода (1 расширенный) - «Song Beneath the Song» - Комплект из 6-ти дисков - Английский (Dolby Digital 5.1 Surround) - Аудиокомментарии | - 22 эпизода (1 расширенный) - «Song Beneath the Song» - Комплект из 6-ти дисков - Английский (Dolby Digital 5.1 Surround) - Аудиокомментарии | - 22 эпизода (1 расширенный) - «Song Beneath the Song» - Комплект из 6-ти дисков - Английский (Dolby Digital 5.1 Surround) - Аудиокомментарии | - Вскрытие «Анатомии страсти» — Невыпущенные сцены - Швы: Невыпущенные сцены седьмого сезона - Музыкальный эпизод: За кулисами - Сиэтл Грэйс: Послание надежды — 6 веб-эпизодов | - Вскрытие «Анатомии страсти» — Невыпущенные сцены - Швы: Невыпущенные сцены седьмого сезона - Музыкальный эпизод: За кулисами - Сиэтл Грэйс: Послание надежды — 6 веб-эпизодов | - Вскрытие «Анатомии страсти» — Невыпущенные сцены - Швы: Невыпущенные сцены седьмого сезона - Музыкальный эпизод: За кулисами - Сиэтл Грэйс: Послание надежды — 6 веб-эпизодов |
| Даты релиза | | | | | |
| Регион 1 | Регион 1 | Регион 2 | Регион 2 | Регион 4 | Регион 4 |
| 13 сентября 2011 | 13 сентября 2011 | 28 мая 2012 | 28 мая 2012 | 2 ноября 2011 | 2 ноября 2011 |